# Melchior Franck
Melchior Franck, född cirka 1579, död 1639, var en tysk tonsättare och hovkapellmästare i Coburg. 
Frank är främst känd inom den världsliga körkompositionens område. Han skrev även motetter, danser, konserter med mera.
Han finns bland annat representerad i Den svenska psalmboken 1986 med tonsättningen av en psalm (nr 158a). I 1937 års psalmbok fanns han med också, med minst ett verk (nr 596 som också fanns med i Nya psalmer 1921, tillägget till 1819 års psalmbok, och var samma melodi som dess psalm nr 521).

## Psalmer
- Jerusalem, du högtbelägna stad (1937 nr 596) tonsatt 1633 och samma som till:
  - Så gick din gång till härlighetens värld (1921 nr 521) Finns på Wikisource.
- Till himlen Herren Jesus for (1986 nr 158 a) tonsatt 1627. Finns på Wikisource.